# Vultureşti (Suceava)
Vultureşti é uma comuna romena localizada no distrito de Suceava, na região de Moldávia. A comuna possui uma área de 51.44 km² e sua população era de 3745 habitantes segundo o censo de 2007.